# Matadamas
Matadamas är en ort i Mexiko.   Den ligger i kommunen Soledad Etla och delstaten Oaxaca, i den sydöstra delen av landet, 400 km sydost om huvudstaden Mexico City. Matadamas ligger 1 604 meter över havet och antalet invånare är 962.
Terrängen runt Matadamas är kuperad söderut, men norrut är den platt. Runt Matadamas är det mycket tätbefolkat, med 2 431 invånare per kvadratkilometer. Närmaste större samhälle är Oaxaca de Juárez, 14,4 km sydost om Matadamas. Omgivningarna runt Matadamas är en mosaik av jordbruksmark och naturlig växtlighet.